# تویویاما، آیچی
تویویاما، آیچی (به لاتین: Toyoyama, Aichi) یک منطقهٔ مسکونی در ژاپن است که در استان آیچی واقع شده‌است. تویویاما ۶٫۱۸ کیلومترمربع مساحت و ۱۵٬۱۶۷ نفر جمعیت دارد.